# Chiesa di San Pietro (Olóriz)
La chiesa di San Pietro, in spagnolo Iglesia de San Pedro, è un luogo di culto cattolico legata ad un eremo che si trova in località Etxano nel comune spagnolo di Olóriz, comunità autonoma di Navarra. La sua costruzione risale al XII secolo.
La chiesa dal 26 luglio 1993 in Spagna è considerata un Bien de Interés Cultural.

## Storia

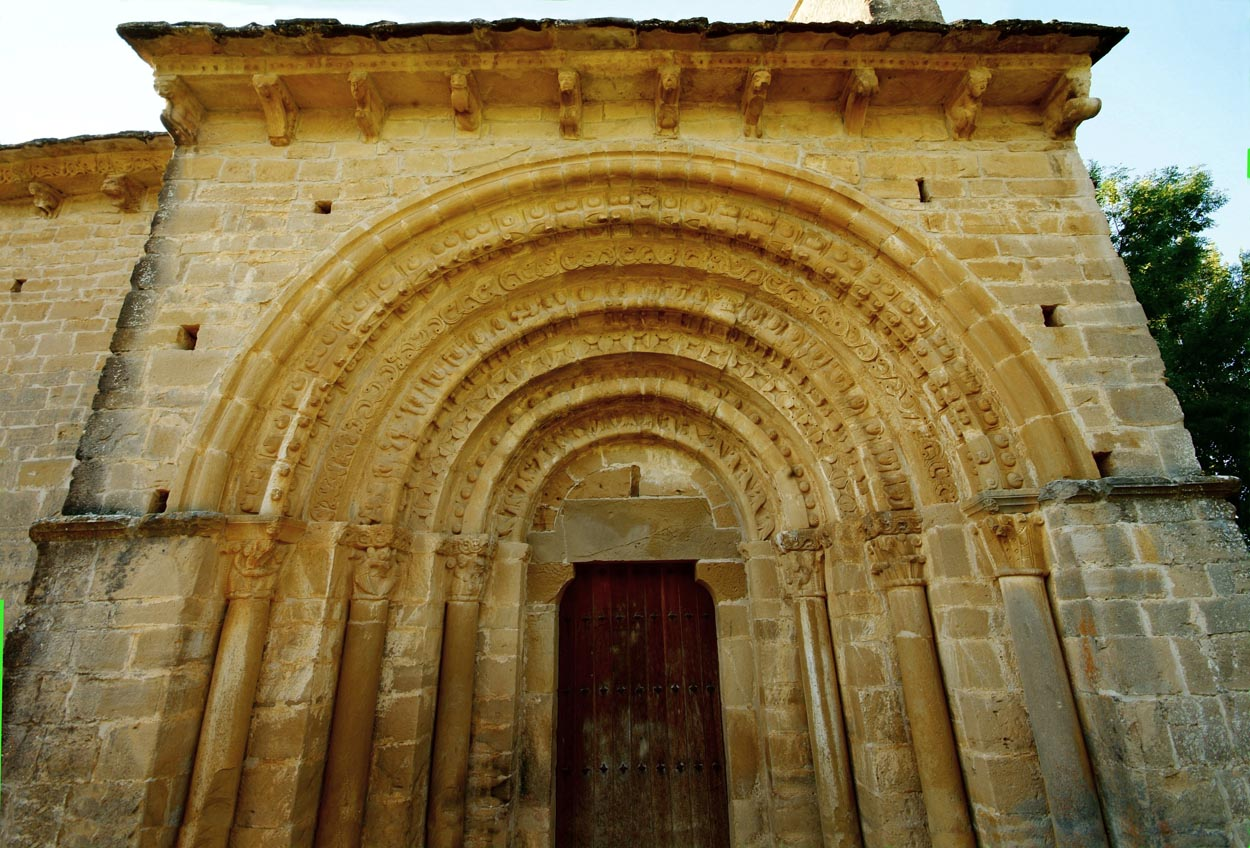
Facciata della chiesa con monumentale portale

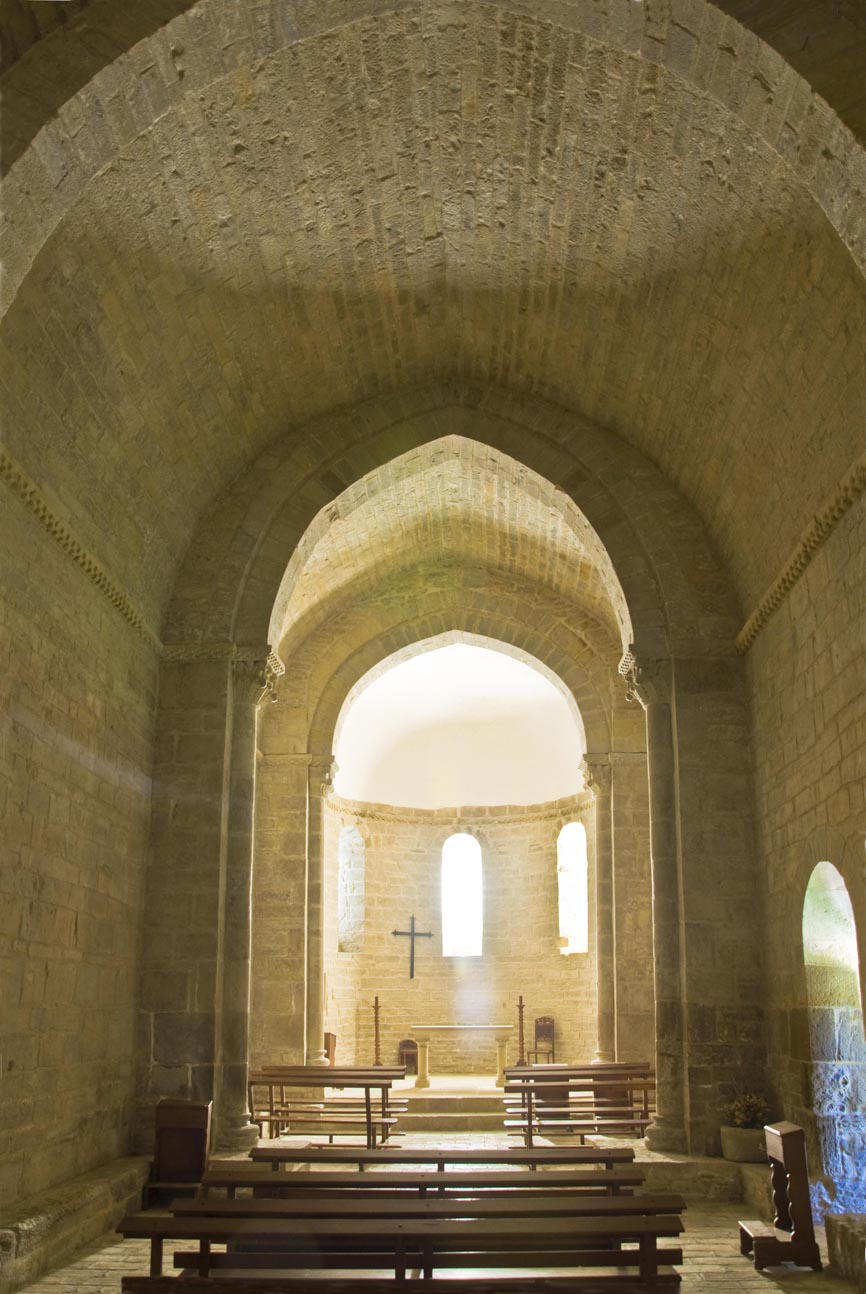
Interno della navata

La chiesa campestre venne edificata tra il 1150 e il 1160 e parte della sua costruzione viene attribuita alle botteghe dei maestri Esteban e Leodegarius alle mensole. Le origini precise del luogo di culto tuttavia non sono certe poiché potrebbe essere stato edificato come chiesa di un preesistente monastero oppure come cappella privata di una famiglia nobile. Sembra più probabile la seconda ipotesi poiché vi sono citazioni risalenti al XVI secolo riferite ad un complesso che col tempo è caduto in rovina del quale si sa molto poco ma che riulta ancora visibile in una foto aerea del 1931.

## Descrizione
La chiesa si trova accanto al piccolo emissario dello specchio lacustre vicino a Bariain e mostra orientamento tradizionale verso est. Presenta una sola navata che si conclude con l'abside a base semicircolare. Rappresenta un caso unico nel romanico non solo spagnolo. Il portale è particolarmente interessante per la sua decorazione profana presente nell'archivolto centrale e nei capitelli laterali e non mostra i tipici simboli religiosi presenti nelle chiese di tutta Europa del periodo.